# Urema (Ort)
Urema ist ein osttimoresischer Ort in der Gemeinde Liquiçá. Er liegt im Nordwesten der Aldeia Urema und bildet die östliche Hälfte eines Doppeldorfes, mit dem Ort Baura als Westhälfte. Die beiden zusammenhängenden Orte werden durch die Dorfstraße getrennt, die gleichzeitig die Grenze der Aldeia Urema zur Aldeia Baura bildet.
Die Siedlung befindet sich auf dem südlichen Ausläufer des Foho Cutulau, Liquiçás höchsten Bergs. Das Ortszentrum Uremas liegt an einer Seitenstraße, die nach Osten abzweigt und dem Hans südwärts hinabführt, auf einer Meereshöhe von 1219 m. Die Hauptstraße folgt dem Bergrücken nach Südwesten. Nach Norden verbindet sie Baura und Urema mit dem Ort Cutulau, nahe dem Gipfel. Die Seitenstraße führt zu einzelnen Häusern und kleinen Häusergruppen, verteilt am Hang. Im Tal östlich von Urema fließt der Pahiklan, der etwas weiter abwärts den Namen Ermela erhält. Er ist ein Nebenfluss des Rio Comoros.